# Самоубийство Райана Хэллигана
Райан Патрик Хэллиган (англ. Ryan Patrick Halligan, 18 декабря 1989, Покипси — 7 октября 2003, Эссекс-Джанкшен, Вермонт) — американский школьник, жертва кибермоббинга. Совершил самоубийство в возрасте 13 лет, будучи затравленным в сети и в обычной жизни своими одноклассниками, обвиняющими его в гомосексуализме.

## Биография

### Ранние годы
Райан Хэллиган родился в городе Покипси, штат Нью-Йорк, 18 декабря 1989 года в семье Джона и Келли Хэллиган. Позже его семья переехала в Эссекс-Джанкшен, штат Вермонт, где Райан сменил два места учёбы, последним из которых стала средняя школа Альберта Д. Лотона. Отец вспоминал о нём как о чувствительном ребёнке, который поначалу испытывал задержки развития, затрагивающие технику речи и физическую координацию, хотя он преодолел эти трудности к четвёртому классу. Отец отмечал, что обучение в школе давалось его сыну нелегко, однако он всегда был улыбчив и старался прикладывать все усилия.

### Запугивание
С января по октябрь 2000 года Райан получал угрозы и оскорбления в свой адрес со стороны группы учащихся, так как выделялся среди сверстников специфическим кругом интересов. Когда он поделился этим со своими родителями, отец дал ему совет игнорировать подобные проявления неприязни. В конце 2002 года Хэллиган сказал своему отцу, что запугивание началось снова. Услышав эту новость, отец хотел поговорить об этой проблеме с директором школы, однако сын отговорил его от подобной затеи, полагая, что это только усугубит ситуацию. В итоге Райан принял решение защищаться самостоятельно.
В феврале этого же года Хэллиган подрался с задиравшим его хулиганом, после чего последний перестал беспокоить Райана. Позже обидчик распространил среди учащихся слух, будто Хэллиган является геем.
Большую часть времени Райан проводил в интернете, в различных социальных сетях, поддерживающих функцию обмена репликами в режиме реального времени. За этот период он неоднократно получал на свой электронный адрес сообщения с оскорблениями и угрозами. Также над мальчиком продолжали издеваться в школе; однажды он, не выдержав нападок со стороны одноклассников, выбежал из классной комнаты в слезах. Травля продолжалась до лета, когда Хэллиган, по совету отца (что должно было, по его мнению, помочь развеять любые сплетни о «гомосексуализме»), подружился с пользующейся популярностью девушкой и начал переписываться с ней в Интернете. В течение летнего периода ребята поддерживали диалоги в сети. Когда в начале учебного года Райан подошёл к этой ученице, она назвала его неудачником, и сказала, что на самом деле притворялась, будто он был ей симпатичен. Во время общения в чате она также распространила среди его одноклассников полученную от него в чатах информацию личного характера.

## Самоубийство
В последнее время в своих переписках с другими учащимися Райан признавался, что хочет себя убить. Перед смертью Хэллиган написал сообщение одному из своих собеседников: «Сегодня — та самая ночь. Ты прочтёшь об этом завтра в газетах». Ответом послужило насмешливое заявление: «Это будет весёлое развлечение!». Рано утром 7 октября 2003 года, когда отец мальчика был на работе, а остальные члены семьи ещё спали, Райан повесился. Его тело позже было обнаружено его старшей сестрой.
Трагедия семьи Хэллигана вызвала резонанс в прессе и повлекла за собой ряд изменений в законодательстве Вермонта и других штатов относительно проблемы запугивания в интернет-сети и предотвращения подростковых самоубийств.